# Allokton
Ordet allokton kommer af græsk allos = "anden" + chthon = "jord". I videnskabelig kontekst bruges det om det, som stammer fra et andet område end det sted, hvor det er fundet.
Som begreb bruges ordet inden for de biologiske videnskaber om organismer, som findes på steder eller i nicher, hvor de ikke er oprindeligt hjemmehørende. Eksempelvis regnes Japan-Pileurt og Bisamrotte for alloktone, når de findes i Danmark.
Det er dog en diskussionssag, om organismerne stadig kan kaldes alloktone, når de er naturaliserede og har etableret levedygtige bestande under de lokale forhold.